# Menander
Menander (græsk: Μένανδρος, Ménandros; ca. 342-291 f.Kr.) var en græsk dramatiker. Han er den mest velkendte repræsentant for den "ny komedie" i den athenske komedietradition.

## Liv
Menander var søn af velstående forældre; hans far Diopeithes var måske den atheniensiske hærfører og guvernør, som er kendt fra Demosthenes' tale De Chersoneso. Han arvede antagelig sin smag for komedie fra sin onkel, komediedigteren Alexis, som skal have efterladt sig 245 værker. Ifølge Plutark døde Alexis på scenen i en alder af 106 år, men det eneste, der har overlevet af hans skrivekunst, er fyndord som "Hvordan kan det være, at kogebøger sælger bedre end Homer?", "Den eneste kur for kærlighedens sygdom er prostituerede" og "Menneskelivet er helt skørt!". En anden inspirator kan være Menanders lærer Theofrastos, der i sit værk Karaktererne skrev roller som "pralhalsen" og "bøllen". 
Menander debuterede med komedien Dyskolos (oversat som Misantropen eller Gamle Kværulant) under dramafestivalen i 317 f.Kr. Som sin onkel var han produktiv og havde et ry, der fik den romerske taler Quintilian til at anbefale Menanders skuespil til alle vordende talere, fordi "der er sådan en rigdom af påfund og talemåder; han er mesterlig i enhver situation, karakteristik og følelse." Plutark roser ham til skyerne i Moralia: "Hvilken grund, udover Menander, har en dannet mand for at gå i teatret?" Aristofanes af Byzans, der var hovedbibliotekar i Alexandria, mente, at Menanders værker kun stod tilbage for Homers: "O Menander! O liv! Hvem af jer efterligner den anden?"
Julius Cæsar affejede den romerske komediedigter Terents som "en halv Menander". Paulus' første brev til korintherne, kapitel 15, vers 33, indeholder et citat fra komedien om kurtisanen Thais: "Far ikke vild! Slet omgang fordærver gode sæder"  – så Paulus må have kendt stykket.
Menander druknede under en svømmetur ud for Piræus. Athenerne rejste ham en statue, som de havde gjort for de store tragediedigtere. En senere forfatter, Alciphron, gjorde en vis lykke med en opdigtet korrespondance mellem Menander og hans elskerinde Glycera, hvis navn han udødeliggjorde i komedien Pigen, der får sit hår klippet. Af alle hans værker overlevede længe kun cirka tusinde linjer som ordsprog, der indgik i diverse samlinger. Da Goethe lovpriste Menanders tabte forfatterskab, var to hundrede år gået, siden det længst overlevende manuskript forsvandt i Konstantinopel. 

## Genopdagelse
I 1905 blev fragmenter af fem af Menanders skuespil, blandt andet Dyskolos, opdaget under udgravningen af Flavius Dioskoros' bolig  i landsbyen Aphrodite i Egypten. I en stor krukke lå et bundt papyri fra 400-tallet. De fik navnet "Cairo Codex". Et halvt århundrede senere dukkede flere papyri ("Bodmer Codex") op med en næsten komplet udgave af Dyskolos. Stykket blev genopført af BBC fredag 30.oktober 1959 og vakte nærmest skandale. Selv om det drejede sig om et ungdomsværk, enedes anmelderne om "tyndt og forudsigeligt". Det blev ikke bedre, da flere værker blev oversat. Et af Menanders yndlingshandlinger gik efter mønstret "Hov, jeg fik vist voldtaget en i går aftes", hvorefter offer og voldtægtsmand opdager, at de er hinandens store kærlighed og forenes i ægteskab. Forfatteren, der var kendt for sine stykkers "troværdighed", baserede dem ofte på usandsynlige afsløringer om forældreløses ophav og incest, der med nød og næppe blev undgået. Det græske samfund kan på Menanders tid, efter borgerkrig og Alexander den stores aggression, have haft en overflod af forældreløse, men det var næppe almindeligt, at de forældreløse var vokset op sammen med deres rigtige forældre, uden at parterne havde genkendt hinanden. Menander, som historien havde anset som et tabt geni, viste sig, da hans værker blev genfundne, at være en pinlig middelmådighed. 